# Jardín de Kirpal
El Jardín de Kirpal (en inglés: Garden of Kirpal), es un bosque preservado y jardín botánico, de administración privada sin ánimo de lucro en Potter Valley, California, Estados Unidos. 
El código de identificación del Garden of Kirpal como miembro del "Botanic Gardens Conservation Internacional" (BGCI), así como las siglas de su herbario es KIRPA.

## Localización
Garden of Kirpal, P.O. Box 100, Potter Valley, Mendocino County, California CA 95469  United States of America-Estados Unidos de América.
Planos y vistas satelitales.39°22′59.52″N 123°4′5.52″O / 39.3832000, -123.0682000
La entrada es gratuita.

## Historia
El jardín fue creado en honor del líder religioso Kirpal Singh en 1991.

## Colecciones
Alberga plantas ornamentales procedentes de todas partes del mundo en un jardín formal.
Tiene un bosque primigenio de esta zona de California preservado, con ejemplares de Pseudotsuga menziesii, Pinus ponderosa, Quercus kelloggii y Arbutus menziesii. 